# Rowleyella arborea
Rowleyella arborea är en loppart som beskrevs av Lewis 1971. Rowleyella arborea ingår i släktet Rowleyella och familjen fågelloppor. Inga underarter finns listade i Catalogue of Life.